# أن هيوسوب
أن هيوسوب هو ممثل ومغني كوري جنوبي كندي ولد في يوم 17 أبريل 1995 في سيئول في عمر السابعة هاجر مع عائلته إلى كندا وبعمر ال12 عاد لوحده إلى كوريا، حصل على شهادة الاقتصاد من جامعة غكمن. بدأ كأيدول لفرقة الكي بوب سول. في سنة 2015 بدأ بالتمثيل، أبرز الادوار التي لعبها في مسلسل أبي الغريب، دكتور رومانسي 2 ، السماء الحمراء .

## فيلموغرافيا

### مسلسلات تلفزيونية
| عام  | عنوان                                   | قناة البث  | الدور                | ملحوظة     |
| ---- | --------------------------------------- | ---------- | -------------------- | ---------- |
| 2015 | Splash Splash Love                      | إم بي سي   | بارك يون / تشي أ-جيك |            |
| 2016 | One More Happy Ending                   | إم بي سي   | أهن جونغ وو          |            |
| 2016 | Happy Home                              | إم بي سي   | تشوي تشول سو         |            |
| 2016 | Entertainer                             | إس بي إس   | جي نوو               |            |
| 2017 | Three Color Fantasy – Queen of the Ring | إم بي سي   | بارك سي غون          |            |
| 2017 | ابي الغريب                              | كي بي إس 2 | بارك تشول سو         |            |
| 2018 | ذات الثلاثين لاتزال بالسابعة عشر        | إس بي إس   | يوو تشان             |            |
| 2019 | هاوية                                   | تي في إن   | تشا مين              |            |
| 2020 | دكتور رومانسي                           | إس بي إس   | سيو وو جين           | الموسم 2-3 |
| 2021 | السماء الحمراء                          | إس بي إس   | ها رام               | [ 6 ]      |
| 2022 | اقتراح عمل                              | إس بي إس   | كانغ تاي موو         | [ 7 ]      |

### مسلسلات ويب
| عام  | عنوان          | الدور                    | الشبكة        | المراجع |
| ---- | -------------- | ------------------------ | ------------- | ------- |
| 2022 | الإدارة العليا | هيون سو يونغ             | يوتيوب بريميم | [ 8 ]   |
| 2022 | زمانك يناديك   | غو يون جون / نام سي هيون | نتفليكس       | [ 9 ]   |

## روابط خارجية
أن هيوسوب على موقع IMDb (الإنجليزية)
- أن هيوسوب على موقع ألو سيني (الفرنسية)
- أن هيوسوب على موقع قاعدة بيانات الفيلم (الإنجليزية)